# Dineutus carolinus
Dineutus carolinus är en skalbaggsart som beskrevs av Leconte 1868. Dineutus carolinus ingår i släktet Dineutus och familjen virvelbaggar. Inga underarter finns listade i Catalogue of Life.